# Boingo
Boingo è l'ottavo e ultimo album in studio del gruppo musicale statunitense Oingo Boingo, pubblicato nel 1994.

## Tracce
Testi e musiche di Danny Elfman, eccetto dove indicato.
1. Insanity – 7:58
2. Hey! – 7:43
3. Mary – 6:28
4. Can't See (Useless) – 4:35
5. Pedestrian Wolves – 9:21
6. Lost Like This – 4:54
7. Spider – 5:27
8. War Again – 5:53
9. I Am the Walrus (John Lennon, Paul McCartney) – 4:09
10. Tender Lumplings – 0:37
11. Change – 15:58

## Formazione
- Danny Elfman - voce, chitarra
- Warren Fitzgerald - chitarra
- Steve Bartek - chitarra
- Marc Mann - tastiera, samples
- John Avila - basso
- Sam Phipps - sassofono tenore, sassofono soprano
- Leon Schneiderman - sassofono baritono
- Dale Turner - tromba, trombone
- Doug Lacy - fisarmonica
- Johnny "Vatos" Hernandez - batteria, percussioni